# Gia tộc Cavendish
Gia tộc Cavendish (hoặc de Cavendish) (/ˈkævəndɪʃ/ KAV-ən-dish; tiếng Anh: Cavendish family) là một gia đình quý tộc Anh, có nguồn gốc Anglo-Norman (mặc dù có tên Anglo-Saxon, có nguồn gốc từ một địa danh ở Suffolk). Họ đã trở nên nổi tiếng với tư cách là Công tước xứ Devonshire và Công tước xứ Newcastle.
Các chi nhánh hàng đầu của gia tộc đã nắm giữ các chức vụ cao trong chính trường Anh, đặc biệt là kể từ Cách mạng Vinh quang năm 1688, và sự tham gia của William Cavendish (lúc đó là Bá tước xứ Devonshire) trong Lời mời William (Invitation to William), mặc dù gia tộc này dường như đã bắt đầu khởi tạo trên đất Anh kể từ Cuộc xâm lược Anh của người Norman, với Cavendish được sử dụng (dưới hình thức này hay hình thức khác) như một họ từ đầu thế kỷ XIII. Là một họ có nguồn gốc từ địa danh, nó được ghi nhận lần đầu vào năm 1086.